# Tricot (település)
Tricot település Franciaországban, Oise megyében. Lakosainak száma 1378 fő (2022. január 1.). Tricot Le Ployron, Coivrel, Courcelles-Epayelles, Le Frestoy-Vaux, Godenvillers, Méry-la-Bataille és Montgérain községekkel határos.

## Népesség
A település népessége az elmúlt években az alábbi módon változott:
| Lakosok száma | 1483 | 1504 | 1479 | 1422 | 1381 | 1371 | 1369 | 1365 | 1378 |
|               | 2013 | 2015 | 2016 | 2017 | 2018 | 2019 | 2020 | 2021 | 2022 |